# Хазрет Султан (аэропорт)
Междунаро́дный аэропо́рт Хазре́т Султа́н (ИАТА: HSA, ИКАО: UAIT) (каз. Халықаралық Әзірет Сұлтан Әуежайы / Halyqaralyq Äzıret Sūltan Äuejaiy) — международный аэропорт вблизи города Туркестан в Туркестанской области, Казахстан. Расположен в 16 км от центра города, в селе Чага, в 12 км восточнее старого аэропорта.
Первый крупный аэропорт, построенный в Казахстане с нуля за годы независимости (с 1991 года). Для регулярных внутренних рейсов аэропорт открылся 1 декабря 2020 года. Аэропорт планирует претендовать на рекорд Гиннесса как самый быстровозводимый аэропорт в мире.
Предполагаемая пропускная способность нового аэропорта составит около трех миллионов пассажиров в год.

## Название
Новое здание международного аэропорта носит название в честь средневекового богослова и суфийского поэта шейха Ходжи Ахмеда Ясави, одним из прозвищ которого было «Хазрет Султан» (англ. «Hazrat Sultan International Airport»), что означает «Святейший Султан», мавзолей в память о котором находится непосредственно в самом Туркестане.

## Характеристика
Аэропорт имеет единственную взлётно-посадочную полосу размерами 3300 на 45 метров. Классификационное число ВПП (PCN)  60/R/A/W/T.
Аэропорт занимает общую площадь 905,3 гектара. У объекта есть один терминал площадью 10,5 тыс. кв. м. Терминал сможет обслуживать около трех миллионов пассажиров в год. Максимальная пропускная способность аэровокзала — 450 пассажиров в час. Инвестиции в аэропорт составляют почти 69 млрд тенге (примерно 160 млн долларов).

## Строительство
Место для нового аэропорта выбрали осенью 2018 года. 18 мая 2019 года был заложен фундамент под строительство аэропорта. Строительство аэропорта началось в 2019 году и завершилось в сентябре 2020 года. Строить новый аэропорт довелось турецкой компании «YDA Holding», объём привлекаемых инвестиций составляет более 70 млн долларов.

## Открытие
28 сентября 2020 года было произведено техническое открытие аэропорта. В его открытии принял участие Первый Президент Казахстана Нурсултан Назарбаев.
23 ноября 2020 года принят первый пассажирский рейс (правительственный).
Регулярные пассажирские внутренние рейсы начались с 1 декабря 2020 года.

## Маршрутная сеть

### Пассажирские рейсы
На первом этапе с международного аэропорта Туркестана казахстанскими авиакомпаниями будут открыты рейсы в Астану и Алматы, а в дальнейшем город будет соединен с другими областными центрами Казахстана, такими как Актобе, Атырау, Актау, Караганда.
Авиакомпания Turkish Airlines открыла рейсы в Стамбул с частотой 3-4 рейса в неделю на начальном этапе, с дальнейшим возможным увеличением. Для повышения туристского потенциала в Туркестанской области, предусматривается запуск прямого авиасообщения Туркестан—Мекка (Саудовская Аравия) один раз в два дня. Другими иностранными авиакомпаниями рассматривается вопрос открытия международных рейсов в Туркестан из Азербайджана, России и Объединенных Арабских Эмиратов.
Международный аэропорт Туркестан будет включен в режим «открытое небо» для полетов иностранных авиакомпаний, что сделает аэропорт более привлекательным для расширения географии полетов.

## Радиочастоты
На всех частотах авиационного диапазона связь осуществляется с амплитудной модуляцией сигнала (в режиме «АМ»).

### Вещание метеорологической информации
Непрерывная трансляция фактической погоды на аэродроме (обновление каждые 30 минут, при изменении погоды — чаще). Время указывается всемирное (UTC).
| служба погоды а/п Туркестана | частота   |
| ---------------------------- | --------- |
| АТИС на английском языке     | 124.4 МГц |
| АТИС на русском языке        | 121.0 МГц |

### Диспетчерские службы
| Наименование службы       | Частота, МГц | Резервные частоты, МГц | Примечания |
| ------------------------- | ------------ | ---------------------- | ---------- |
| Диспетчер Туркестан-Вышка | 131,3        |                        |            |